# Rose Bowl 2015
Match suivant
Le Rose Bowl 2015 est un match de football américain d'après saison régulière du Championnat NCAA de football américain universitaire 2014. 
Il s'agit de la première demi-finale de l'histoire du College Football Playoff et elle a eu lieu au Rose Bowl de Pasadena en Californie.
Le match se joue le jeudi 1er janvier 2015 à 17h00 Eastern Time (soit à 23h00 en France).
Il oppose les Seminoles de Florida State (#3) issus de l'ACC aux Ducks de l'Oregon (#2) issus de la Pac-12.

## Présentation du match
| Équipes                       | Conférences | Entraîneurs   | Stats. saison rég. |
| ----------------------------- | ----------- | ------------- | ------------------ |
| #2 Ducks de l'Oregon          | Pac-12      | Mark Helfrich | 12-1               |
| #3 Seminoles de Florida State | ACC         | Jimbo Fisher  | 13-0               |
| Arbitre : Matt Austin (SEC)   |             |               |                    |

La première demi-finale du premier College Football Playoff oppose les Seminoles de Florida State (29 matchs consécutifs sans défaite) aux Ducks de l'Oregon.
Florida State remporte l'Atlantic Division de l'AAC (8 victoires pour 0 défaite) et remporte ensuite la finale de conférence en battant Georgie Tech sur le score de 37 à 35. Elle est la seule équipe invaincue de la saison (13 victoires) et est sélectionnée pour participer au premier College Football Playoff.
Joueurs importants des Seminoles :
- QB Jameis Winston, vainqueurs 2013 du trophée Heisman (3 559 yards à la passe, 24 TDs, 17 interceptions, 26 victoires comme titulaire sans défaite)
- WR Rashad Greene (93 réceptions, 1 306 yards, 7 TDs)
- TE Nick O’Leary (47 réceptions, 614 yards, 6 TDs) vainqueur du trophée John Mackey 2014
- freshman RB Dalvin Cook (905 yards, 8 TDs)
- DL Eddie Goldman (19 plaquage en solo et 16 assistes, 4 sacks, 1 passe défensue et 1 fumble forcé)
- DL Mario Edward Jr (25 plaquage en solo, 19 assistes, 3 sacks, 5 passes défendues, 2 fumble forcés
- ILB Reggie Northrup, (62 plaquage en solo, 60 assistes, 1 sack, 1 interception, 1 passe défendue, 1 fumble recouvert, 1 fumble forcé, plus de 100 plaquages sur la saison

Oregon avait remporté la North Division de la Conférence Pac-12 (7 victoires pour 1 défaite) avec un bilan en saison régulière de 12 victoires pour 1 défaite. Oregon gagne ensuite 51 à 13 la finale de conférence Pac-12 contre les Wildcats de l'Arizona. Ils sont sélectionnés pour jouer le premier College Football Playoff.
Joueurs importants des Ducks :
- QB Marcus Mariota, (3 773 yards à la passe, 38 TDs, 2 Int. et 669 yards au sol, 14 TDs), vainqueur 2014 du trophée Heisman
- la ligne offensive (surnommée la Blur Offense)
- RB Marshall Byron (52 courses pour 392 yards et 1 TD, 74 réceptions pour 1003 yards et 6 TDs)
- freshman RB Royce Freeman (1 299 yards au sol, 16 TDs)
- WR Allen Chance (112 réceptions pour 1 TD)
- WR Stanford Dwayne (43 réceptions pour 639 yards et 6 TDs)
- WR Carrington Darren (37 réceptions pour 704 yards et 4 TDs)
- WR Lowe Keanon (29 réceptions pour 423 yards et 5 TDs)
- 103e défense contre la passe au niveau national
- S Erick Dargan (82 plaquages, 6 Int.)
- DE Arik Armstead (46 plaquages, 3,5 sacks)
- DE DeForest Buckner (81 plaquages, 4 sacks)
- OLB Tony Washington (en) (60 plaquages, 6 sacks)
- Absent notable : CB Ifo Ekpre-Olomu, victime d’une blessure du genou (élongation du ligament antérieur) lors d’un entrainement début décembre.

## Résumé du match
| EVOLUTION DU SCORE DU ROSE BOWL 2015 |                              |                              |                              |                              |                              | |       |       |
| QT                                   | Temps                        | Drive                        | Drive                        | Drive                        | Équipe                       | Description de l'action | Score | Score |
|                                      |                              | Jeux                         | Yards                        | TDP                          |                              | | ORE   | FSU   |
| 1                                    | 09:06                        | 1                            | 48                           | 04:43                        | FSU                          | FG de 28 yds par kicker Roberto Aguayo | 0     | 3     |
| 1                                    | 06:55                        | 9                            | 73                           | 02:11                        | ORE                          | TD de 1 yd par RB Royce Freeman + conversion à 2 pts réussie à la suite d'une course de 2 yds par LB Christian French après réception d'une passe de QB Taylor Alie       | 8     | 3     |
| 2                                    | 10:12                        | 19                           | 88                           | 04:45                        | ORE                          | FG de 28 yds par kicker Aidan Schneider | 11    | 3     |
| 2                                    | 05:18                        | 13                           | 65                           | 04:54                        | FSU                          | FG de 26 yds par kicker Roberto Aguayo | 11    | 6     |
| 2                                    | 02:18                        | 10                           | 75                           | 03:00                        | ORE                          | TD par RB Thomas Tyner à la suite d'une course d'1 yd + 1 pt de conversion par kicker Aidan Schneider                                                                     | 18    | 6     |
| 2                                    | 00:36                        | 6                            | 71                           | 01:42                        | FSU                          | TD de 10 yds par RB Karlos Williams + 1 pt de conversion par kicker Roberto Aguayo                                                                                        | 18    | 13    |
| 3                                    | 11:54                        | 5                            | 69                           | 01:32                        | ORE                          | TD par RB Royce Freeman à la suite d'une course d'1 yd + 1 pt de conversion par kicker Aidan Schneider                                                                    | 25    | 13    |
| 3                                    | 08:07                        | 10                           | 75                           | 03:47                        | FSU                          | TD de 18 yds par WR Travis Rudolph à la suite d'une passe de QB Jameis Winston + 1 pt de conversion par kicker Roberto Aguayo                                             | 25    | 20    |
| 3                                    | 06:43                        | 5                            | 81                           | 01:24                        | ORE                          | TD par WR Darren Carrington à la suite de la réception d'une passe de 16 yds de QB Marcus Mariota et une course de 40 yds + 1 pt de conversion par kicker Aidan Schneider | 32    | 20    |
| 3                                    | 04:21                        | 2                            | 43                           | 00:21                        | ORE                          | TD par WR Darren Carrington à la suite de la réception d'une passe de 20 yds de QB Marcus Mariota et une course de 10 yds + 1 pt de conversion par kicker Aidan Schneider | 39    | 20    |
| 3                                    | 01:36                        | 8                            | 35                           | 02:45                        | ORE                          | Fumble de QB Jameis Winston, ballon récupéré par LB Tony Washington qui inscrit un TD à la suite d'une course de 58 yds + 1 pt de conversion par kicker Aidan Schneider   | 45    | 20    |
| 4                                    | 13:56                        | 6                            | 43                           | 02:01                        | ORE                          | TD à la suite d'une course de 23 yds par QB Marcus Mariota + 1 pt de conversion par kicker Aidan Schneider                                                                | 52    | 20    |
| 4                                    | 10:13                        | 4                            | 57                           | 02:23                        | ORE                          | TD à la suite d'une course de 21 yds de RB Thomas Tyner + 1 pt de conversion par kicker Aidan Schneider                                                                   | 59    | 20    |
| "TDP" = temps de possession.         | "TDP" = temps de possession. | "TDP" = temps de possession. | "TDP" = temps de possession. | "TDP" = temps de possession. | "TDP" = temps de possession. | "TDP" = temps de possession. | 59    | 20    |

## Statistiques
| Statistiques par Équipes               |               |         |
| Statistiques                           | ORE           | FSU     |
| 1er downs                              | 30            | 28      |
| Conversion de 3e Down                  | 7/12          | 6/16    |
| Conversion de 4e Down                  | 1/2           | 0/2     |
| Jeux–yards                             | 639           | 528     |
| Yards à la course                      | 301           | 180     |
| Yards à la passe                       | 338           | 348     |
| Passes : Réussies-Tentées-Interceptées | 26/36-1       | 29/48-1 |
| TD                                     | 8             | 2       |
| Field Goals                            | 2/2           | 2/3     |
| Réussite en Red-Zone                   | 4/4           | 4/5     |
| Nombre de sacks (Yards perdus)         | 0 (-18 yards) | 0       |
| Fumbles perdus)                        | 1             | 4       |
| Pénalités (Nombre/Yards perdus)        | 6/50          | 6/48    |
| Temps de possession                    | 27:17         | 32:43   |

| Statistiques individuelles |                   |                               |
| Quaterbacks                |                   |                               |
| ORE                        | Marcus Mariota    | 26/36, 338 yds, 2 TDs, 1 Int. |
| FSU                        | Jameis Winston    | 29/45, 348 yds, 1 yd, 1 Int.  |
| Meilleurs coureurs         |                   |                               |
| ORE                        | Thomas Tyner      | 13 courses, 124 yds, 2 TDs    |
| FSU                        | Dalvin Cook       | 15 courses, 103 yds           |
| Meilleurs receveurs        |                   |                               |
| ORE                        | Darren Carrington | 7 Réc., 165 yds, 2 TDs        |
| FSU                        | Travis Rudolph    | 6 Réc., 96 yds, 1 TD          |
| Meilleurs takleurs         |                   |                               |
| ORE                        | Daniels, Reggie   | 6 tackles, 3 assistes         |
| FSU                        | Williams, P.J.    | 8 tackles, 6 assistes         |

| MVPs du Rose Bowl 2015 |                      |        |    |
| Offensif               | Marcus Mariota       | Oregon | QB |
| Défensif               | Tony Washington, Sr. | Oregon | LB |